# Dandugu
Dandugu är en ort i Gambia. Den ligger i regionen Upper River, i den östra delen av landet, 260 km öster om huvudstaden Banjul. Antalet invånare var 375 vid folkräkningen 2013.